# Nabila Ebeid
Nabila Ebeid (21 de enero de 1945, El Cairo, Egipto) es una actriz egipcia.

## Carrera
El director de cine egipcio Atef Salem la presentó por primera vez al cine egipcio en una película llamada Mafish Faida. En 1965, protagonizó junto a Omar Sharif en The Mamluks, un papel que fue descrito como sus "primeros pasos hacia la fama".
También ha participado en los dramas televisivos El-Ammah Nour (Aunt Nour) y El-Bawaba El-Taniya (The Second Gate).

## Vida personal
Estuvo casada desde 1963 hasta. 1967 con el director de cine, Atef Salem, quien la descubrió y la lanzó como actriz. Más tarde tuvo varios matrimonios secretos, incluido Osama El-Baz, cuyo matrimonio duró nueve años.

## Filmografía
- El Rakesa we El Tabal
- Al Rakesa wa al Syasi (El bailarín y el político)
- Abnaa 'wa Katala (Hijos y asesinos)
- Eghteyal Modarresa (Asesinato de un maestro)
- Kahwat El Mawardi (El-Mawardi Café)
- Samara El-Amir
- Tout Tout
- El Circ (El Circo)
- Rabea el Adawaya
- Kashef el Mastour (Revelando lo oculto)
- El Azraa 'we el Shaar el Abyad (La Virgen y el Viejo)
- El Akhar (El Otro)
- Hoda y HisOkcy the Minister (original de 1995, reimpreso en 2005)